# 西垣道隆
西垣 道隆（にしがき みちたか、1997年10月8日 - ）は日本のバトントワラー、ダンスパフォーマーであり、ボーイズグループ「XY」のメンバーである。埼玉県出身。愛称は"みっちー"

## 来歴

### バトントワラーとして
埼玉県にて4姉弟の末っ子として生まれる。姉と兄が習っていた影響もあり、10歳の時にバトントワーリングを習い始める。
姉が日本を代表する強豪選手であり、通っているバトンスクールも有名選手が多く所属していたため、学生時代は週7日間バトン漬けの毎日だったという。姉や兄の活躍とは裏腹に、大会でなかなか好成績を残すことができず、伸び悩んだ時期が長かった。
17歳の時に男子ジュニア部門の日本代表選手に選ばれ、同年の世界大会で初優勝する。更に2年後の19歳の時には、男子シニア部門としての世界大会出場で初優勝する。以降、ダンスパフォーマーとしての活動を中心にしていくため、バトンの現役選手としての生活は終え、自身のSNSでショートムービーを投稿するなど、バトントワーリングを広めていく活動をしていく。TikTokのCMに、投稿したショートムービーが使われた。
※バトンを3本使用する3バトンという種目も得意としている。

### ダンスパフォーマーとして
高校卒業後、幼少期からの夢だったテーマパークダンサーを目指すため、東京ダンス&アクターズ専門学校に入学する。
在学中から、嵐や氣志團、氷川きよしといった有名アーティストのバックダンサーや、ミュージカルへの出演、2.5次元のダンスライブで主役を務めるなど、幅広く活動する。
卒業後の2018年から2022年6月まで、テーマパークダンサーとして活動していた。同時に様々なダンススクールで講師としてレッスンをしたり、イベントの振り付けや演出をするなど、コレオグラファーとしての仕事もしていた。

### オーディション番組への出演
2022年、X JAPANのYOSHIKIと日本テレビがタッグを組んだオーディション番組、「YOSHIKI SUPERSTAR PROJECT X」に出演。
2023年2月28日、日本テレビ「スッキリ」に生出演し、ダンス＆ボーカルグループ「XY」としてデビューすることが発表された。